# Парта

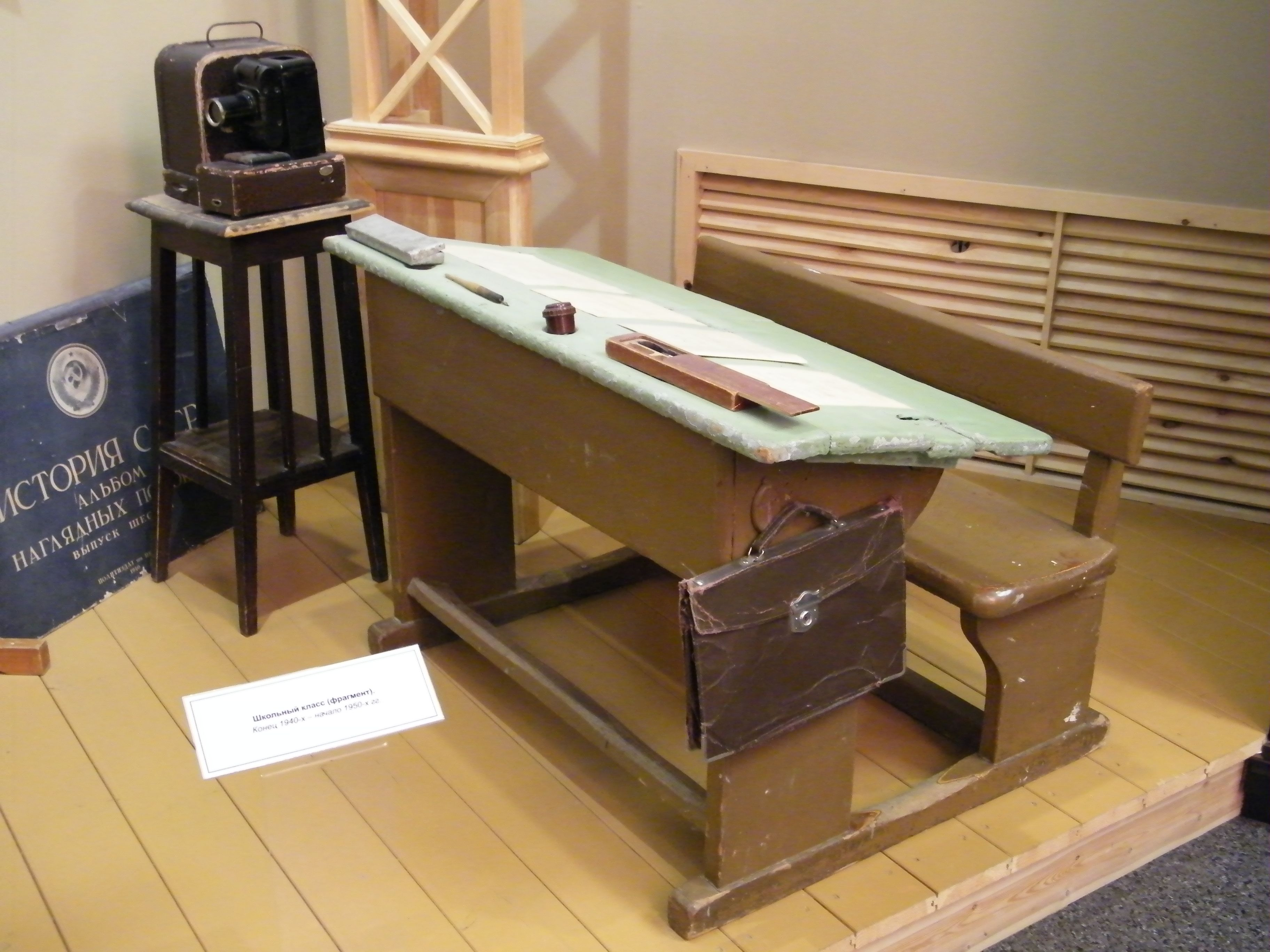
Советская школьная парта 1940-х — 1950-х годов в хабаровском краевом музее имени Н. И. Гродекова. На парте — пеналы для ручек и карандашей, перьевая ручка, чернильница-непроливайка, в углу — фильмоскоп на подставке

Па́рта — предмет школьной мебели, письменный стол, объединённый со скамьёй, предназначенный для учеников в системе среднего (иногда и дошкольного) образования. Как правило, парта рассчитана на двух учеников.
Согласно существующим стандартам школьные парты разделяются на несколько типов, отличающихся высотой столешницы, предназначены для учащихся разных возраста и роста.
В современных учебных заведениях парты заменяются ученическими письменными столами, комплектующимися рабочими стульями с соответствующей высотой сиденья, стулом с подставкой для письма.

## История
Школьная парта Эрисмана была изобретена в 1870 году и предположительно основывается на чертежах Фарнера, опубликованных в Германии 5-ю годами ранее (см. стр. 65). Первый аналог такой мебели в виде поставца появился ещё в эпоху Возрождения, потом он преобразовался в конторку или секретер, а уже позже — в школьную парту.
Знаменитый российско-швейцарский гигиенист Фёдор Фёдорович Эрисман в 28 лет опубликовал свой научный труд «Влияние школ на происхождение близорукости», изучив зависимость появления глазных и телесных заболеваний от неправильного положения ученика за столом. И в итоге он предложил новую мебель. Правильное устройство школьной парты Эрисмана создаёт хорошие условия ученику для письма, чтения, рисования, она была сделана так, чтобы текст в учебнике или тетради можно было читать только под прямым углом. Поскольку Эрисман долгое время занимался лечением глазных болезней, он учёл и оптимальное расстояние для чтения — 30—40 сантиметров. Сидя за партой сутулиться стало невозможно.
Парта Эрисмана была одноместной. Но позже сосланный в уральскую деревню за участие в революционном движении «Земля и воля» петербургский студент Пётр Феоктистович Коротков усовершенствовал парту Эрисмана, сделав её двухместной и придумав откидную крышку, чтобы детям было удобнее вставать. Поскольку в деревенских школах у учеников не было шкафчиков, Коротков предложил прикрутить к партам крючки для портфелей, а под столешницей сделать полку для учебников. Он также придумал углубления для чернильниц и два желобка для пера и карандаша.
За это Коротков получил серебряную медаль на урало-сибирской промышленной выставке 1887 года и диплом об изобретении.
В царской России также была изобретена уникальная парта-трансформер, у которой меняется высота стола и угол наклона столешницы. Такая школьная парта помогла сохранить правильную осанку и хорошее зрение многим поколениям школьников. Раньше эти парты использовали только в элитных гимназиях из-за их дороговизны, но сегодня их производство удешевлено, и они массово применяются в школах России.
В последнее время появилось много новых конструкций школьной парты, новые технологии её изготовления, с новыми гигиеническими требованиями, современными формами и материалами изготовления. В 1960-е годы изобрели парты в виде столов с отдельно стоящими стульями. В русле развития техники сегодня множество изобретений школьных парт с вмонтированными компьютерами.

## Конструкция
Высота сиденья скамьи должна соответствовать величине длины голени от подколенной ямки до подошвы плюс 2 см на толщину каблука. При правильной посадке нога в коленном суставе  согнута под прямым углом. Глубина сиденья должна обеспечивать опору 2/3—3/4 бедра на сиденье.
Спинка парты выполняется из одного или лучше двух брусков, для пояснично-крестцовой и подлопаточной опоры.
Дифференция, — расстояние по вертикали от края стола до плоскости сиденья, должна быть равна расстоянию от локтя (при опущенной и согнутой в локтевом суставе руки) до сиденья плюс 2 см. В норме это 1/7—1/8 часть роста.
Дистанция скамьи, — расстояние по горизонтали между задним краем стола парты и передним краем сиденья, должна быть отрицательной, чтобы край скамьи заходил под край стола на 3—4 см.
Оптимальная длина стола для различных размеров парт колеблется от 120 до 140 см. Крышка стола парты имела наклон 15°, чтобы при меньшем напряжении зрения создавалась хорошая видимость.
Принципы конструкции парт:
1. Конструкция парты позволяет школьнику сидеть за ней в наиболее удобной позе, не препятствующей нормальному развитию ребёнка.
2. Парта не имеет острых углов, выступающих частей крепёжных элементов, поэтому не причинит повреждений ребёнку.
3. Парта имеет простую и в то же время прочную конструкцию, поэтому ребёнку не сложно ею пользоваться, а взрослому — обслуживать.
4. Ученик за школьной партой не мешает своему соседу, он может вставать, отвечая урок, не выходя из-за парты.
5. Конструкция школьной парты такова, что позволяет формировать правильную осанку, так как парта создана под пропорции ребенка, за школьной партой поза с прямой осанкой наименее утомительна и способствует большей работоспособности школьника, удобна для письма и чтения.
6. Наклон крышки парты позволяет видеть текст в книге или тетради под прямым углом, что положительно влияет на зрение школьника. Кроме того, конструкция парты предусматривает максимально правильное расстояние от глаз ученика до текста в тетради или книге в 30—40 см.
7. Школьная парта, как и стул, имеют антивандальную конструкцию, с применением антивандальных крепёжных изделий. Каркас парты, используемый непосредственно в школах, выполняется сварным из полых прокатных стальных профилей квадратного сечения, толщина металла около трёх миллиметров. Ножки парты и стульев также являются частями каркаса. Сварные каркасы из такого же металлопроката имеют и стулья и скамьи. Каркас имеет отверстия под торцевой гаечный ключ напротив гладких отверстий каркаса, предназначенных под болтовое соединение деревянных деталей с металлическим каркасом. Для этого используются шестигранные гайки, плоские шайбы и болты с круглой головкой и квадратным подголовком, или болт со шлицем (Oneway), завинчиваемый плоской отвёрткой только в одном направлении, при вращении отвёртки в обратную сторону отвёртку будет выбрасывать из такого шлица. Отверстие под торцевую головку закрывается пластмассовой заглушкой на защёлках, заглушками закрываются также квадратные отверстия в профилях. Столешница парты может фиксироваться как болтом со шлицем one way, так и болтами с круглой головкой без шлица, в то время как сиденье стула и спинка — только с использованием болтов без шлица, для избежания возможности травматизма и повреждения одежды учащегося. Материалом для столешницы парты обычно служит ДСП, для спинок и сиденьев стульев — ДСП или прочная фанера. Материал сиденья стула должен быть достаточно прочным, и выдерживать вес сидящего до 200 кг, как и сварной каркас стула. Каркас покрывается порошковой краской серого цвета, устойчивой к ультрафиолету и истиранию.
8. Столешница парты имеет откидную часть на петлях, которая поднимается для удобства захода и выхода учеников. У каждого ученика своя отдельная откидная часть, разделение которых происходит посередине парты.

## Интересные факты

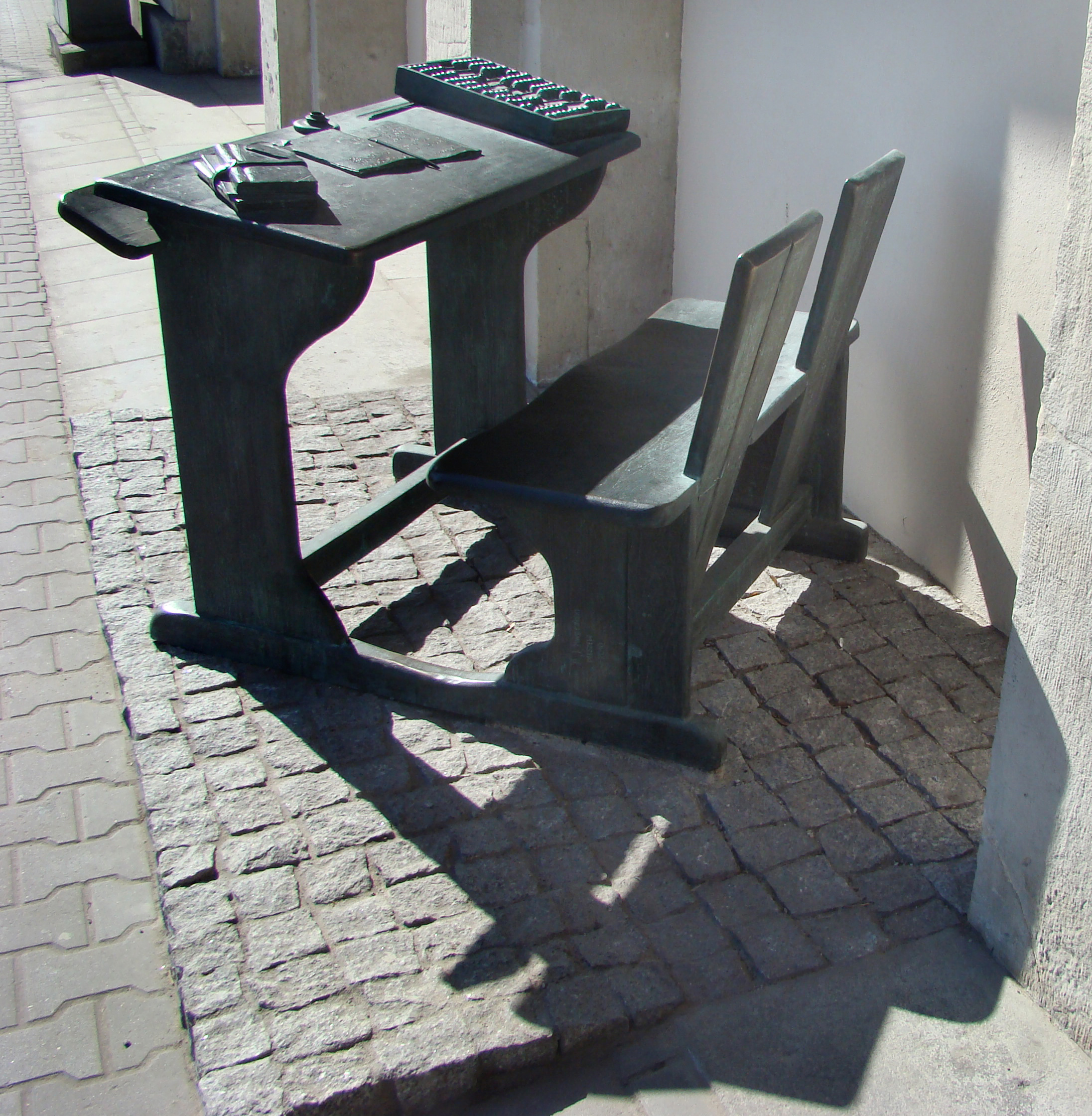
Памятник школьной парте в Варшаве

В Варшаве (Польша) в центре города установлен памятник парте.